# Rochy-Condé
Rochy-Condé é uma comuna francesa na região administrativa de Altos da França, no departamento de Oise. Estende-se por uma área de 6,38 km². Em 2010 a comuna tinha 1 004 habitantes (densidade: 157,4 hab./km²).